# Manypeaks
Manypeaks ist ein kleiner Ort im australischen Bundesstaat Western Australia. Er liegt etwa 30 Kilometer nordöstlich von Albany. Der Ort ist nach dem in der Nähe liegenden Berg Mount Manypeaks benannt. Der Ort liegt im traditionellen Siedlungsgebiet des Aborigines-Stammes der Mineng.

## Geografie
Westlich des Ortes liegen Kalgan und Napier, nördlich Palmdale und östlich Green Range und Cheynes. Südlich des Ortes liegt das Two Peoples Bay Nature Reserve.
Im Süden hat Manypeaks etwa 9,6 Kilometer Küste an der Great Australian Bight. An der jeweiligen Seite der im Ort liegenden Two Peoples Bay befinden sich North Point und South Point. Außerdem die Strände Normans Beach, Bettys Beach, die Hügel Boulder Hill, Reservoir Hill, North Sister und South Sister, und die Seen White Lake, Lake Pleasant View und Angove Lake. Durch den Ort fließen auch die Flüsse Angove River und King Creek.
Außerdem liegen um den Ort verschiedene Naturreservate wie etwa North Sister Nature Reserve, South Sister Nature Reserve, Lake Pleasant View Nature Reserve und White Lake Nature Reserve.

## Bevölkerung
Der Ort Manypeaks hatte 2016 eine Bevölkerung von 150 Menschen, davon 54,6 % männlich und 45,4 % weiblich. Unter ihnen sind 1,9 % (drei Personen) Aborigines oder Torres-Strait-Insulaner.
Das durchschnittliche Alter in Manypeaks liegt bei 47 Jahren, 9 Jahre mehr als der australische Durchschnitt von 38 Jahren.